# 10112 Skookumjim
10112 Skookumjim eller 1992 OP1 är en asteroid i huvudbältet som upptäcktes den 31 juli 1992 av den amerikanske astronomen Henry E. Holt vid Palomarobservatoriet. Den är uppkallad efter Keish.
Asteroiden har en diameter på ungefär 9 kilometer.